# Brongniartia podalyrioides
Brongniartia podalyrioides är en ärtväxtart som beskrevs av Carl Sigismund Kunth. Brongniartia podalyrioides ingår i släktet Brongniartia och familjen ärtväxter. Inga underarter finns listade i Catalogue of Life.